# Ricardo Maduro

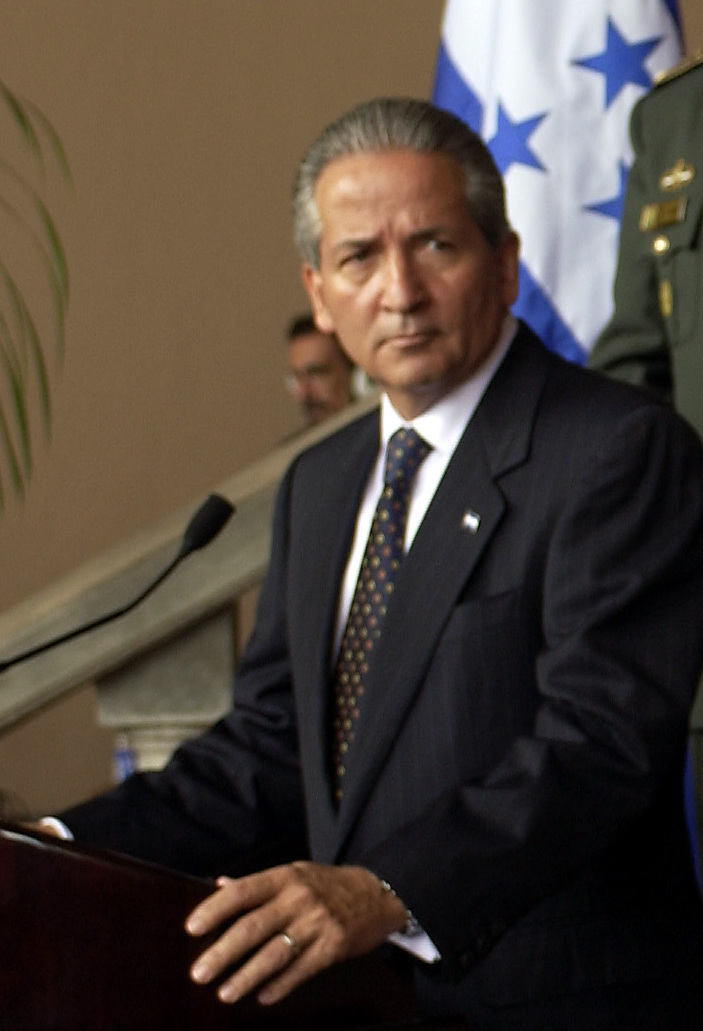
Ricardo Maduro, 2003

Ricardo Rodolfo Maduro Joest (* 20. April 1946 in Panama) ist ein hondurischer Politiker (National Party) und war von 2002 bis 2006 der Präsident von Honduras. Zuvor war Maduro Chef der Zentralbank von Honduras.

## Leben
Ricardo Maduro ist Sohn eines Panamaers und einer Guatemaltekin. Er studierte an der Lawrenceville School und später an der Stanford University.
Ricardo Maduro Joest ist honduranischer Unternehmer (im Agrar- und Hotelsektor). Er war Vorsitzender der Zentralbank von Honduras. Er wurde als Politiker der National Partei am 27. Januar 2002 zum Staats- und Regierungschef von Honduras gewählt. Während seiner Amtszeit erhielt Honduras einen Schuldenerlass und ratifizierte die Umsetzung des Freihandelsabkommens zwischen Zentralamerika und der Dominikanischen Republik (CAFTA-DR) mit den Vereinigten Staaten.
Ein Präsident kann sich in Honduras nicht wiederwählen lassen. Bei den Präsidentschaftswahlen am 27. November 2005 wurde Manuel Zelaya, genannt Mel, von der oppositionellen PLH (Partido Liberal de Honduras) zu Maduros Nachfolger gewählt.
Er ist mit der Spanierin Aguas Santas Ocaña Navarro de Maduro verheiratet.